# ARM processzorok listája
Ez a lista az ARM Ltd. és más tervezők által tervezett ARM utasításkészleteken alapuló processzorokat sorolja fel, az ARM utasításkészlet verziója, kiadása és neve szerint rendezve.
Az ARM 2005-ben kiadott egy összefoglalót arról a nagy számú gyártóról, amelyek ARM-magokat alkalmaznak az általuk tervezett termékekben.
2005-ben a Keil cég egy újabb összefoglalót adott ki az ARM-alapú processzorok gyártóiról. 
2005-ben az ARM kiadott egy folyamatábrát, amely az ARM termékvonal teljesítményének és funkcióinak áttekintését mutatja, az újabb ARM-magcsaládok képességeivel összevetve.

## Processzorok

### ARM által tervezett
| Termékcsalád        | ARM-architektúra  | Processzor     | Jellemző | Gyorsítótár (I / D), MMU | Tipikus MIPS @ MHz                                                                                           | Hivatkozás  |
| ------------------- | ----------------- | -------------- | --- | --- | --- | ----------- |
| ARM1                | ARMv1             | ARM1           | Az első megvalósítás | Nincs | |             |
| ARM2                | ARMv2             | ARM2           | Az ARMv2-ben bevezették a MUL (szorzás) utasítást | Nincs | 0,33 DMIPS/MHz                                                                                               |             |
| ARM2aS              | ARMv2a            | ARM250         | Integrált MEMC (MMU), grafikai és be/kimeneti processzor. Az ARMv2a-ban bevezették az SWP és SWPB (swap) utasításokat | Nincs, MEMC1a | |             |
| ARM2aS              | ARMv2a            | ARM3           | Első integrált memória-gyorsítótár | 4 KiB egyesített | 0,50 DMIPS/MHz                                                                                               |             |
| ARM6                | ARMv3             | ARM60          | ARMv3: megjelenik a 32 bites memória-címtér (korábban 26 bites). ARMv3M: megjelennek a long szorzóutasítások (32x32=64). | Nincs | 10 MIPS @ 12 MHz                                                                                             |             |
| ARM6                | ARMv3             | ARM600         | Mint az ARM60, gyorsítótár és koprocesszor-sín (az FPA10 lebegőpontos egységhez) | 4 KiB egyesített | 28 MIPS @ 33 MHz                                                                                             |             |
| ARM6                | ARMv3             | ARM610         | Mint az ARM60, gyorsítótár, nincs koprocesszor-sín | 4 KiB egyesített | 17 MIPS @ 20 MHz 0,65 DMIPS/MHz                                                                              | [ 4 ]       |
| ARM7                | ARMv3             | ARM700         | koprocesszor-sín (az FPA11 lebegőpontos egységhez) | 8 KiB egyesített | 40 MHz |             |
| ARM7                | ARMv3             | ARM710         | Mint az ARM700, nincs koprocesszor-sín | 8 KiB egyesített | 40 MHz | [ 5 ]       |
| ARM7                | ARMv3             | ARM710a        | Mint az ARM710, az ARM7100 magjaként is használják | 8 KiB egyesített | 40 MHz 0,68 DMIPS/MHz                                                                                        |             |
| ARM7T               | ARMv4T            | ARM7TDMI(-S)   | 3 fokozatú futószalag, Thumb, ARMv4 az első, amelyben elhagyják az örökölt ARM 26 bites címzést | Nincs | 15 MIPS @ 16,8 MHz 63 DMIPS @ 70 MHz                                                                         |             |
| ARM7T               | ARMv4T            | ARM710T        | Mint az ARM7TDMI, gyorsítótár | 8 KiB egyesített, MMU | 36 MIPS @ 40 MHz                                                                                             |             |
| ARM7T               | ARMv4T            | ARM720T        | Mint az ARM7TDMI, gyorsítótár | 8 KiB egyesített, MMU FCSE-vel (Gyors kontextusváltás kiterjesztés) | 60 MIPS @ 59,8 MHz                                                                                           |             |
| ARM7T               | ARMv4T            | ARM740T        | Mint az ARM7TDMI, gyorsítótár | MPU | |             |
| ARM7EJ              | ARMv5TEJ          | ARM7EJ-S       | 5 fokozatú futószalag, Thumb, Jazelle DBX, javított DSP utasítások | Nincs | |             |
| ARM8                | ARMv4             | ARM810         | 5 fokozatú futószalag, statikus elágazásbecslés, kétszeres sávszélességű memória | 8 KiB egyesített, MMU | 84 MIPS @ 72 MHz 1,16 DMIPS/MHz                                                                              | [ 6 ] [ 7 ] |
| ARM9T               | ARMv4T            | ARM9TDMI       | 5 fokozatú futószalag, Thumb | Nincs | |             |
| ARM9T               | ARMv4T            | ARM920T        | Mint az ARM9TDMI, gyorsítótár | 16 KiB / 16 KiB, MMU FCSE-vel (Gyors kontextusváltás kiterjesztés) | 200 MIPS @ 180 MHz                                                                                           | [ 8 ]       |
| ARM9T               | ARMv4T            | ARM922T        | Mint az ARM9TDMI, gyorsítótárak | 8 KiB / 8 KiB, MMU | |             |
| ARM9T               | ARMv4T            | ARM940T        | Mint az ARM9TDMI, gyorsítótárak | 4 KiB / 4 KiB, MPU | |             |
| ARM9E               | ARMv5TE           | ARM946E-S      | Thumb, javított DSP utasítások, gyorsítótárak | Változó, szorosan csatolt memóriák, MPU | |             |
| ARM9E               | ARMv5TE           | ARM966E-S      | Thumb, javított DSP utasítások | Nincs gyorsítótár, TCM-ek | |             |
| ARM9E               | ARMv5TE           | ARM968E-S      | Mint az ARM966E-S | Nincs gyorsítótár, TCM-ek | |             |
| ARM9E               | ARMv5TEJ          | ARM926EJ-S     | Thumb, Jazelle DBX, javított DSP utasítások | Változó, TCM-ek, MMU | 220 MIPS @ 200 MHz                                                                                           |             |
| ARM9E               | ARMv5TE           | ARM996HS       | Órajel nélküli processzor, mint az ARM966E-S | Nincsenek gyorsítótárak, TCM-ek, MPU | |             |
| ARM10E              | ARMv5TE           | ARM1020E       | 6 fokozatú futószalag, Thumb, javított DSP utasítások, (VFP) | 32 KiB / 32 KiB, MMU | |             |
| ARM10E              | ARMv5TE           | ARM1022E       | Mint az ARM1020E | 16 KiB / 16 KiB, MMU | |             |
| ARM10E              | ARMv5TEJ          | ARM1026EJ-S    | Thumb, Jazelle DBX, javított DSP utasítások, (VFP) | Változó, MMU vagy MPU | |             |
| ARM11               | ARMv6             | ARM1136J(F)-S  | 8 fokozatú futószalag, SIMD, Thumb, Jazelle DBX, (VFP), javított DSP utasítások, nem igazított memóriahozzáférés | Változó, MMU | 740 @ 532–665 MHz (i.MX31 egylapkás rendszer (SoC)), 400–528 MHz                                             | [ 10 ]      |
| ARM11               | ARMv6T2           | ARM1156T2(F)-S | 9 fokozatú futószalag, SIMD, Thumb-2, (VFP), javított DSP utasítások | Változó, MPU | | [ 11 ]      |
| ARM11               | ARMv6Z            | ARM1176JZ(F)-S | Mint az ARM1136EJ(F)-S | Változó, MMU + TrustZone | 965 DMIPS @ 772 MHz, max. 2,600 DMIPS négy processzorral                                                     | [ 12 ]      |
| ARM11               | ARMv6K            | ARM11MPCore    | Mint az ARM1136EJ(F)-S, 1–4 mag SMP | Változó, MMU | |             |
| SecurCore           | ARMv6-M           | SC000          | Mint a Cortex-M0 | | 0,9 DMIPS/MHz                                                                                                |             |
| SecurCore           | ARMv4T            | SC100          | Mint az ARM7TDMI | | |             |
| SecurCore           | ARMv7-M           | SC300          | Mint a Cortex-M3 | | 1,25 DMIPS/MHz                                                                                               |             |
| Cortex-M            | ARMv6-M           | Cortex-M0      | Mikrovezérlő profil, Thumb nagy része + néhány Thumb-2, hardveres szorzó utasítás (opcionális kicsi), opcionális rendszeridőzítő, opcionális bit-sávos memória | Opcionális gyorsítótár, nincs TCM, nincs MPU | 0,84 DMIPS/MHz                                                                                               | [ 14 ]      |
| Cortex-M            | ARMv6-M           | Cortex-M0+     | Mikrovezérlő profil, Thumb nagy része + néhány Thumb-2, hardveres szorzó utasítás (opcionális kicsi), opcionális rendszeridőzítő, opcionális bit-sávos memória | Opcionális gyorsítótár, nincs TCM, opcionális MPU 8 régióval | 0,93 DMIPS/MHz                                                                                               | [ 15 ]      |
| Cortex-M            | ARMv6-M           | Cortex-M1      | Mikrovezérlő profil, Thumb nagy része + néhány Thumb-2, hardveres szorzó utasítás (opcionális kicsi), OS opció bővítése: SVC / bankba szervezett veremmutató, opcionális rendszeridőzítő, nincs bit-sávos memória | Opcionális gyorsítótár, 0–1024 KiB I-TCM (utasítás-~), 0–1024 KiB D-TCM (adat-~), nincs MPU                                                                                    | 136 DMIPS @ 170 MHz, (0,8 DMIPS/MHz FPGA-függő)                                                              | [ 18 ]      |
| Cortex-M            | ARMv7-M           | Cortex-M3      | Mikrovezérlő profil, Thumb / Thumb-2, hardveres szorzó és osztó utasítások, opcionális bit-sávos memória | Opcionális gyorsítótár, nincs TCM, opcionális MPU 8 régióval | 1,25 DMIPS/MHz                                                                                               | [ 19 ]      |
| Cortex-M            | ARMv7E-M          | Cortex-M4      | Mikrovezérlő profil, Thumb / Thumb-2 / DSP (digitális jelprocesszor) / opcionális VFPv4-SP egyszeres pontosságú FPU, hardveres szorzó és osztó utasítások, opcionális bit-sávos memória | Opcionális gyorsítótár, nincs TCM, opcionális MPU 8 régióval | 1,25 DMIPS/MHz (FPU-val 1,27)                                                                                | [ 20 ]      |
| Cortex-M            | ARMv7E-M          | Cortex-M7      | Mikrovezérlő profil, Thumb / Thumb-2 / DSP (digitális jelprocesszor) / opcionális VFPv5 egyszeres és kétszeres pontosságú FPU, hardveres szorzó és osztó utasítások | 0−64 KiB utasítás-gyorsítótár (I-cache), 0−64 KiB adat-gyorsítótár (D-cache), 0–16 MiB I-TCM, 0–16 MiB D-TCM (ezek mind opcionális ECC-vel), opcionális MPU 8 vagy 16 régióval | 2,14 DMIPS/MHz                                                                                               | [ 21 ]      |
| Cortex-M            | ARMv8-M Alapvonal | Cortex-M23     | Mikrovezérlő profil, Thumb-1 (nagy része), Thumb-2 (néhány), osztás, TrustZone | Opcionális gyorsítótár, nincs TCM, opcionális MPU 16 régióval | 1,03 DMIPS/MHz                                                                                               | [ 22 ]      |
| Cortex-M            | ARMv8-M Fővonal   | Cortex-M33     | Mikrovezérlő profil, Thumb-1, Thumb-2, telítő aritmetika, DSP (digitális jelprocesszor), osztás, FPU (SP), TrustZone, társprocesszor | Opcionális gyorsítótár, nincs TCM, opcionális MPU 16 régióval | 1,50 DMIPS/MHz                                                                                               | [ 23 ]      |
| Cortex-M            | ARMv8-M Fővonal   | Cortex-M35P    | Mikrovezérlő profil, Thumb-1, Thumb-2, telítő (szaturációs) aritmetika, DSP (digitális jelprocesszor), osztás, FPU (SP), TrustZone, társprocesszor | Beépített gyorsítótár (2–16 KiB opcióval), utasítás-gyorsítótár (I-cache), nincs TCM, opcionális MPU 16 régióval                                                               | 1,50 DMIPS/MHz                                                                                               | [ 24 ]      |
| Cortex-M            | ARMv8.1-M Fővonal | Cortex-M55     | | | 1,69 DMIPS/MHz                                                                                               | [ 25 ]      |
| Cortex-M            | ARMv8.1-M Fővonal | Cortex-M85     | | | 3,13 DMIPS/MHz                                                                                               | [ 26 ]      |
| Cortex-R            | ARMv7-R           | Cortex-R4      | Valós idejű profil, Thumb / Thumb-2 / DSP (digitális jelprocesszor) / opcionális VFPv3 FPU, hardveres szorzó és opcionális osztó utasítások, opcionális paritás & ECC a belső sínekhez / gyorsítótár / TCM, 8 fokozatú futószalag kétmagos futó lockstep hibakezelő logikával | 0–64 KiB / 0–64 KiB, 0–2 a 0–8 MiB TCM-ből, opc. MPU 8/12 régióval | 1,67 DMIPS/MHz                                                                                               | [ 28 ]      |
| Cortex-R            | ARMv7-R           | Cortex-R5      | Valós idejű profil, Thumb / Thumb-2 / DSP (digitális jelprocesszor) / opcionális VFPv3 FPU és pontosság, hardveres szorzó és opcionális osztó utasítások, opcionális paritás & ECC a belső sínekhez / gyorsítótár / TCM, 8 fokozatú futószalag kétmagos futó lock-step hibakezelő logikával / opcionálisan 2 független mag, alacsony késleltetésű perifériaport (LLPP), gyorsító koherencia port (ACP)                                     | 0–64 KiB / 0–64 KiB, 0–2 a 0–8 MiB TCM-ből, opc. MPU 12/16 régióval | 1,67 DMIPS/MHz                                                                                               | [ 30 ]      |
| Cortex-R            | ARMv7-R           | Cortex-R7      | Valós idejű profil, Thumb / Thumb-2 / DSP (digitális jelprocesszor) / opcionális VFPv3 FPU és pontosság, hardveres szorzó és opcionális osztó utasítások, opcionális paritás & ECC a belső sínekhez / gyorsítótár / TCM, 11 fokozatú futószalag kétmagos futó lock-step hibakezelő logikával / sorrenden kívüli végrehajtás / dinamikus regiszterátnevezés / opcionálisan 2 független mag, alacsony késleltetésű perifériaport (LLPP), ACP | 0–64 KiB / 0–64 KiB, ? a 0–128 KiB TCM-ből, opc. MPU 16 régióval | 2,50 DMIPS/MHz                                                                                               | [ 31 ]      |
| Cortex-R            | ARMv7-R           | Cortex-R8      | TBD | 0–64 KiB / 0–64 KiB L1, 0–1 / 0–1 MiB TCM, opc. MPU 24 régióval | 2,50 DMIPS/MHz                                                                                               | [ 32 ]      |
| Cortex-R            | ARMv8-R           | Cortex-R52     | TBD | 0–32 KiB / 0–32 KiB L1, 0–1 / 0–1 MiB TCM, opc. MPU 24+24 régióval | 2,16 DMIPS/MHz                                                                                               | [ 34 ]      |
| Cortex-R            | ARMv8-R           | Cortex-R82     | TBD | 16–128 KiB /16–64 KiB L1, 64 KiB–1 MiB L2, 0,16–1 / 0,16–1 MiB TCM, opc. MPU 32+32 régióval                                                                                    | 3,41 DMIPS/MHz                                                                                               | [ 36 ]      |
| Cortex-A (32 bites) | ARMv7-A           | Cortex-A5      | Alkalmazási profil, ARM / Thumb / Thumb-2 / DSP (digitális jelprocesszor) / SIMD / Opcionális VFPv4-D16 FPU / Opcionális NEON / Jazelle RCT és DBX, 1–4 mag / opcionális MPCore, snoop vezérlő egység (SCU), generikus megszakításvezérlő (GIC), gyorsító koherencia port (ACP) | 4−64 KiB / 4−64 KiB L1, MMU + TrustZone | 1,57 DMIPS/MHz magonként                                                                                     | [ 37 ]      |
| Cortex-A (32 bites) | ARMv7-A           | Cortex-A7      | Alkalmazási profil, ARM / Thumb / Thumb-2 / DSP (digitális jelprocesszor) / VFPv4 FPU / NEON / Jazelle RCT és DBX / Hardveres virtualizáció, sorrendi végrehajtás, szuperskalár, 1–4 SMP mag, MPCore, nagy fizikai címkiterjesztés (LPAE), snoop vezérlő egység (SCU), generikus megszakításvezérlő (GIC), az architektúra és képességei megegyeznek az A15-ével, 8–10 fokozatú futószalag, kis fogyasztású kialakítás                     | 8−64 KiB / 8−64 KiB L1, 0–1 MiB L2, MMU + TrustZone | 1,9 DMIPS/MHz magonként                                                                                      | [ 39 ]      |
| Cortex-A (32 bites) | ARMv7-A           | Cortex-A8      | Alkalmazási profil, ARM / Thumb / Thumb-2 / VFPv3 FPU / NEON / Jazelle RCT és DAC, 13 fokozatú szuperskalár futószalag | 16–32 KiB / 16–32 KiB L1, 0–1 MiB L2 opc. ECC, MMU + TrustZone | Max. 2000 (2,0 DMIPS/MHz, 600 MHz-től 1 GHz feletti órajelen)                                                | [ 40 ]      |
| Cortex-A (32 bites) | ARMv7-A           | Cortex-A9      | Alkalmazási profil, ARM / Thumb / Thumb-2 / DSP (digitális jelprocesszor) / Opcionális VFPv3 FPU / Opcionális NEON / Jazelle RCT és DBX, sorrendtől eltérő (out-of-order) spekulatív kibocsátású szuperskalár, 1–4 SMP mag, MPCore, snoop vezérlő egység (SCU), generikus megszakításvezérlő (GIC), gyorsító koherencia port (ACP) | 16–64 KiB / 16–64 KiB L1, 0–8 MiB L2 opc. paritás, MMU + TrustZone | 2,5 DMIPS/MHz magonként, 10,000 DMIPS @ 2 GHz teljesítményre optimalizált TSMC 40G technológiával (kétmagos) | [ 41 ]      |
| Cortex-A (32 bites) | ARMv7-A           | Cortex-A12     | Alkalmazási profil, ARM / Thumb-2 / DSP (digitális jelprocesszor) / VFPv4 FPU / NEON / Hardveres virtualizáció, sorrendtől eltérő (out-of-order) spekulatív kibocsátású szuperskalár, 1–4 SMP mag, nagy fizikai címkiterjesztés (LPAE), snoop vezérlő egység (SCU), generikus megszakításvezérlő (GIC), gyorsító koherencia port (ACP) | 32−64 KB | 3,0 DMIPS/MHz magonként                                                                                      | [ 42 ]      |
| Cortex-A (32 bites) | ARMv7-A           | Cortex-A15     | Alkalmazási profil, ARM / Thumb / Thumb-2 / DSP (digitális jelprocesszor) / VFPv4 FPU / NEON / egész osztás / összeolvasztott MAC (szorzás-összeadás) / Jazelle RCT / hardveres virtualizáció, sorrendtől eltérő (out-of-order) spekulatív kibocsátású szuperskalár, 1–4 SMP mag, MPCore, nagy fizikai címkiterjesztés (LPAE), snoop vezérlő egység (SCU), generikus megszakításvezérlő (GIC), ACP, 15-24 fokozatú futószalag              | 32 KiB paritással / 32 KiB ECC-vel L1, 0–4 MiB L2, az L2-höz van ECC, MMU + TrustZone                                                                                          | Legalább 3,5 DMIPS/MHz magonként (max. 4,01 DMIPS/MHz megvalósítástól függően)                               | [ 44 ]      |
| Cortex-A (32 bites) | ARMv7-A           | Cortex-A17     | Alkalmazási profil, ARM / Thumb / Thumb-2 / DSP (digitális jelprocesszor) / VFPv4 FPU / NEON / egész osztás / összeolvasztott MAC (szorzás-összeadás) / Jazelle RCT / hardveres virtualizáció, sorrendtől eltérő (out-of-order) spekulatív kibocsátású szuperskalár, 1–4 SMP mag, MPCore, nagy fizikai címkiterjesztés (LPAE), snoop vezérlő egység (SCU), generikus megszakításvezérlő (GIC), ACP                                         | 32 KiB L1, 256 KiB–8 MiB L2 opcionális ECC-vel | 2,8 DMIPS/MHz                                                                                                | [ 45 ]      |
| Cortex-A (32 bites) | ARMv8-A           | Cortex-A32     | Alkalmazási profil, AArch32, 1–4 SMP mag, TrustZone, fejlett NEON SIMD, VFPv4, hardveres virtualizáció, kétszeres kibocsátású, sorrendi végrehajtású futószalag | 8–64 KiB opcionális paritással / 8−64 KiB opcionális ECC-vel L1 magonként, 128 KiB–1 MiB L2 opcionális ECC-vel osztott                                                         | | [ 46 ]      |
| Cortex-A (64 bites) | ARMv8-A           | Cortex-A34     | Alkalmazási profil, AArch64, 1–4 SMP mag, TrustZone, fejlett NEON SIMD, VFPv4, hardveres virtualizáció, 2 utasítás széles dekódolás, sorrendi végrehajtású futószalag | 8−64 KiB paritással / 8−64 KiB ECC-vel L1 magonként, 128 KiB–1 MiB osztott L2, 40 bites fizikai címek                                                                          | | [ 47 ]      |
| Cortex-A (64 bites) | ARMv8-A           | Cortex-A35     | Alkalmazási profil, AArch32 és AArch64, 1–4 SMP mag, TrustZone, fejlett NEON SIMD, VFPv4, hardveres virtualizáció, 2 utasítás széles dekódolás, sorrendi végrehajtású futószalag | 8−64 KiB paritással / 8−64 KiB ECC-vel L1 magonként, 128 KiB–1 MiB osztott L2, 40 bites fizikai címek                                                                          | 1,78 DMIPS/MHz                                                                                               | [ 48 ]      |
| Cortex-A (64 bites) | ARMv8-A           | Cortex-A53     | Alkalmazási profil, AArch32 és AArch64, 1–4 SMP mag, TrustZone, fejlett NEON SIMD, VFPv4, hardveres virtualizáció, 2 utasítás széles dekódolás, sorrendi végrehajtású futószalag | 8−64 KiB paritással / 8−64 KiB ECC-vel L1 magonként, 128 KiB–2 MiB osztott L2, 40 bites fizikai címek                                                                          | 2,3 DMIPS/MHz                                                                                                | [ 49 ]      |
| Cortex-A (64 bites) | ARMv8-A           | Cortex-A57     | Alkalmazási profil, AArch32 és AArch64, 1–4 SMP mag, TrustZone, fejlett NEON SIMD, VFPv4, hardveres virtualizáció, 3 utasítás széles dekódolású szuperskalár, mélyen sorrenden kívüli futószalag | 48 KiB DED paritással / 32 KiB ECC-vel L1 magonként; 512 KiB–2 MiB osztott L2 ECC-vel; 44 bites fizikai címek                                                                  | 4,1–4,8 DMIPS/MHz                                                                                            | [ 52 ]      |
| Cortex-A (64 bites) | ARMv8-A           | Cortex-A72     | Alkalmazási profil, AArch32 és AArch64, 1–4 SMP mag, TrustZone, fejlett NEON SIMD, VFPv4, hardveres virtualizáció, 3 utasítás széles szuperskalár, mélyen sorrenden kívüli futószalag | 48 KiB DED paritással / 32 KiB ECC-vel L1 magonként; 512 KiB–2 MiB osztott L2 ECC-vel; 44 bites fizikai címek                                                                  | 6.3-7,3 DMIPS/MHz                                                                                            | [ 54 ]      |
| Cortex-A (64 bites) | ARMv8-A           | Cortex-A73     | Alkalmazási profil, AArch32 és AArch64, 1–4 SMP mag, TrustZone, fejlett NEON SIMD, VFPv4, hardveres virtualizáció, 2 széles szuperskalár, mélyen sorrenden kívüli futószalag | 64 KiB / 32−64 KiB L1 magonként, 256 KiB–8 MiB osztott L2 opcionális ECC-vel, 44 bites fizikai címek                                                                           | 7,4-8,5 DMIPS/MHz                                                                                            | [ 55 ]      |
| Cortex-A (64 bites) | ARMv8.2-A         | Cortex-A55     | Alkalmazási profil, AArch32 és AArch64, 1–8 SMP mag, TrustZone, fejlett NEON SIMD, VFPv4, hardveres virtualizáció, 2 utasítás széles dekódolás, sorrendi végrehajtású futószalag | 16−64 KB / 16−64 KiB L1, 256 KiB L2 magonként, 4 MB L3 osztott | 3 DMIPS/MHz                                                                                                  | [ 57 ]      |
| Cortex-A (64 bites) | ARMv8.2-A         | Cortex-A65     | Alkalmazási profil, AArch64, 1–8 SMP mag, TrustZone, fejlett NEON SIMD, VFPv4, hardveres virtualizáció, 2 utasítás széles dekódolású szuperskalár, 3 széles kibocsátású, sorrenden kívüli futószalag, szimultán többszálas végrehajtás (simultaneous multithreading, SMT) | | | [ 58 ]      |
| Cortex-A (64 bites) | ARMv8.2-A         | Cortex-A65AE   | Mint az ARM Cortex-A65, hozzáadott kétmagos lockstep a biztonsági alkalmazásokhoz | 64 / 64 KiB L1, 256 KiB L2 magonként, 4 MB L3 osztott | | [ 59 ]      |
| Cortex-A (64 bites) | ARMv8.2-A         | Cortex-A75     | Alkalmazási profil, AArch32 és AArch64, 1–8 SMP mag, TrustZone, fejlett NEON SIMD, VFPv4, hardveres virtualizáció, 3 utasítás széles dekódolású szuperskalár, mélyen sorrenden kívüli futószalag | 64 / 64 KiB L1, 512 KiB L2 magonként, 4 MB L3 osztott | 8,2-9,5 DMIPS/MHz                                                                                            | [ 61 ]      |
| Cortex-A (64 bites) | ARMv8.2-A         | Cortex-A76     | Alkalmazási profil, AArch32 (nem privilegizált szint vagy csak EL0) és AArch64, 1–4 SMP mag, TrustZone, fejlett NEON SIMD, VFPv4, hardveres virtualizáció, 4 utasítás széles dekódolású szuperskalár, 8 utas kibocsátás, 13 fokozatú futószalag, mélyen sorrenden kívüli futószalag | 64 / 64 KiB L1, 256−512 KiB L2 magonként, 512 KiB−4 MiB L3 osztott | 10,7-12,4 DMIPS/MHz                                                                                          | [ 63 ]      |
| Cortex-A (64 bites) | ARMv8.2-A         | Cortex-A76AE   | Mint az ARM Cortex-A76, hozzáadott kétmagos lockstep a biztonsági alkalmazásokhoz | | | [ 64 ]      |
| Cortex-A (64 bites) | ARMv8.2-A         | Cortex-A77     | Alkalmazási profil, AArch32 (nem privilegizált szint vagy csak EL0) és AArch64, 1–4 SMP mag, TrustZone, fejlett NEON SIMD, VFPv4, hardveres virtualizáció, 4 utasítás széles dekódolású szuperskalár, 6 széles utasításlehívás, 12 utas utasítás-kibocsátás, 13 fokozatú futószalag, mélyen sorrenden kívüli futószalag | 1.5K L0 MOPs gyorsítótár, 64 / 64 KiB L1, 256−512 KiB L2 magonként, 512 KiB−4 MiB L3 osztott                                                                                   | 13-16 DMIPS/MHz                                                                                              | [ 66 ]      |
| Cortex-A (64 bites) | ARMv8.2-A         | Cortex-A78     | | | | [ 67 ]      |
| Cortex-A (64 bites) | ARMv8.2-A         | Cortex-A78AE   | Mint az ARM Cortex-A78, hozzáadott kétmagos lockstep a biztonsági alkalmazásokhoz | | | [ 68 ]      |
| Cortex-A (64 bites) | ARMv8.2-A         | Cortex-A78C    | | | | [ 69 ]      |
| Cortex-A (64 bites) | ARMv9-A           | Cortex-A510    | | | |             |
| Cortex-A (64 bites) | ARMv9-A           | Cortex-A710    | | | | [ 70 ]      |
| Cortex-A (64 bites) | ARMv9-A           | Cortex-A715    | | | |             |
| Cortex-X            | ARMv8.2-A         | Cortex-X1      | A Cortex-A78 teljesítményre hangolt változata | | |             |
| Cortex-X            | ARMv9-A           | Cortex-X2      | | | |             |
| Cortex-X            | ARMv9-A           | Cortex-X3      | | | |             |
| Cortex-X            | ARMv9-A           | Cortex-X4      | | | |             |
| Neoverse            | ARMv8.2-A         | Neoverse N1    | Alkalmazási profil, AArch32 (nem privilegizált szint vagy csak EL0) és AArch64, 1–4 SMP mag, TrustZone, fejlett NEON SIMD, VFPv4, hardveres virtualizáció, 4 utasítás széles dekódolású szuperskalár, 8 utas feladás/kibocsátás, 13 fokozatú futószalag, mélyen sorrenden kívüli futószalag | 64 / 64 KiB L1, 512−1024 KiB L2 magonként, 2−128 MiB L3 osztott, 128 MB rendszeszintű gyorsítótár                                                                              | | [ 71 ]      |
| Neoverse            | ARMv8.2-A         | Neoverse E1    | Alkalmazási profil, AArch64, 1–8 SMP mag, TrustZone, fejlett NEON SIMD, VFPv4, hardveres virtualizáció, 2 utasítás széles dekódolású szuperskalár, 3 széles kibocsátású, 10 fokozatú futószalag, sorrenden kívüli futószalag, szimultán többszálas végrehajtás (simultaneous multithreading, SMT) | 32−64 KB / 32−64 KiB L1, 256 KiB L2 magonként, 4 MB L3 osztott | | [ 72 ]      |
| Neoverse            | ARMv8.4-A         | Neoverse V1    | | | | [ 73 ]      |
| Neoverse            | ARMv9-A           | Neoverse N2    | | | | [ 74 ]      |
| ARM család          | ARM-architektúra  | ARM mag        | Jellemző | Gyorsítótár (I / D), MMU | Tipikus MIPS @ MHz                                                                                           | Hivatkozás  |

### Egyéb tervezők által tervezett
Ezek a magok az ARM utasításkészletet valósítják meg, és azokat függetlenül fejlesztették az ARM architekturális licencével rendelkező vállalatok.
| termékcsalád                 | ARM-architektúra | processzor            | Jellemző | gyorsítótár (I / D), MMU | Tipikus MIPS @ MHz              |
| ---------------------------- | ---------------- | --------------------- | --- | --- | ------------------------------- |
| StrongARM (Digital)          | ARMv4            | SA-110                | 5 fokozatú futószalag | 16 KiB / 16 KiB, MMU | 100–233 MHz 1,0 DMIPS/MHz       |
| StrongARM (Digital)          | ARMv4            | SA-1100               | Az SA-110 származéka | 16 KiB / 8 KiB, MMU |                                 |
| Faraday (Faraday Technology) | ARMv4            | FA510                 | 6 fokozatú futószalag | Max. 32 KiB / 32 KiB gyorsítótár, MPU                                                                                           | 1,26 DMIPS/MHz 100–200 MHz      |
| Faraday (Faraday Technology) | ARMv4            | FA526                 | 6 fokozatú futószalag | Legfeljebb 32 KiB / 32 KiB gyorsítótár, MMU                                                                                     | 1,26 MIPS/MHz 166–300 MHz       |
| Faraday (Faraday Technology) | ARMv4            | FA626                 | 8 fokozatú futószalag | 32 KiB / 32 KiB gyorsítótár, MMU                                                                                                | 1,35 DMIPS/MHz 500 MHz          |
| Faraday (Faraday Technology) | ARMv5TE          | FA606TE               | 5 fokozatú futószalag | Nincs gyorsítótár, nem MMU | 1,22 DMIPS/MHz 200 MHz          |
| Faraday (Faraday Technology) | ARMv5TE          | FA626TE               | 8 fokozatú futószalag | 32 KiB / 32 KiB gyorsítótár, MMU                                                                                                | 1,43 MIPS/MHz 800 MHz           |
| Faraday (Faraday Technology) | ARMv5TE          | FMP626TE              | 8 fokozatú futószalag, SMP | 32 KiB / 32 KiB gyorsítótár, MMU                                                                                                | 1,43 MIPS/MHz 500 MHz           |
| Faraday (Faraday Technology) | ARMv5TE          | FA726TE               | 13 fokozatú futószalag, kétszeres kibocsátású | 32 KiB / 32 KiB gyorsítótár, MMU                                                                                                | 2,4 DMIPS/MHz 1000 MHz          |
| XScale (Intel / Marvell)     | ARMv5TE          | XScale                | 7 fokozatú futószalag, Thumb, javított DSP utasítások | 32 KiB / 32 KiB, MMU | 133–400 MHz                     |
| XScale (Intel / Marvell)     | ARMv5TE          | Bulverde              | Vezeték nélküli MMX, vezeték nélküli SpeedStep hozzá/adott | 32 KiB / 32 KiB, MMU | 312–624 MHz                     |
| XScale (Intel / Marvell)     | ARMv5TE          | Monahans              | Hozzáadott vezeték nélküli MMX2 | 32 KiB / 32 KiB L1, opcionális L2 gyorsítótár max. 512 KiB, MMU                                                                 | Max. 1,25 GHz                   |
| Sheeva (Marvell)             | ARMv5            | Feroceon              | 5–8 fokozatú futószalag, egyszeres kibocsátású | 16 KiB / 16 KiB, MMU | 600–2000 MHz                    |
| Sheeva (Marvell)             | ARMv5            | Jolteon               | 5–8 fokozatú futószalag, kétszeres kibocsátású | 32 KiB / 32 KiB, MMU | 600–2000 MHz                    |
| Sheeva (Marvell)             | ARMv5            | PJ1 (Mohawk)          | 5–8 fokozatú futószalag, egyszeres kibocsátású, vezeték nélküli MMX2 | 32 KiB / 32 KiB, MMU | 1,46 DMIPS/MHz 1,06 GHz         |
| Sheeva (Marvell)             | ARMv6 / ARMv7-A  | PJ4                   | 6–9 fokozatú futószalag, kétszeres kibocsátású, vezeték nélküli MMX2, SMP | 32 KiB / 32 KiB, MMU | 2,41 DMIPS/MHz 1,6 GHz          |
| Snapdragon (Qualcomm)        | ARMv7-A          | Scorpion              | 1 vagy 2 mag, ARM / Thumb / Thumb-2 / DSP (digitális jelprocesszor) / SIMD / VFPv3 FPU / NEON (128 bit széles) | 256 KiB L2 magonként | 2,1 DMIPS/MHz magonként         |
| Snapdragon (Qualcomm)        | ARMv7-A          | Krait                 | 1, 2 vagy 4 mag, ARM / Thumb / Thumb-2 / DSP (digitális jelprocesszor) / SIMD / VFPv4 FPU / NEON (128 bit széles) | 4 KiB / 4 KiB L0, 16 KiB / 16 KiB L1, 512 KiB L2 magonként                                                                      | 3,3 DMIPS/MHz magonként         |
| Snapdragon (Qualcomm)        | ARMv8-A          | Kryo                  | 4 mag | ? | Max. 2,2 GHz (6,3 DMIPS/MHz)    |
| Ax (Apple)                   | ARMv7-A          | Swift                 | 2 mag, ARM / Thumb / Thumb-2 / DSP (digitális jelprocesszor) / SIMD / VFPv4 FPU / NEON | L1: 32 KiB / 32 KiB, L2: 1 MiB osztott                                                                                          | 3,5 DMIPS/MHz magonként         |
| Ax (Apple)                   | ARMv8-A          | Cyclone               | 2 mag, ARM / Thumb / Thumb-2 / DSP (digitális jelprocesszor) / SIMD / VFPv4 FPU / NEON / TrustZone / AArch64. Out-of-order, szuperskalár. | L1: 64 KiB / 64 KiB, L2: 1 MiB osztott SLC: 4 MiB                                                                               | 1,3 vagy 1,4 GHz                |
| Ax (Apple)                   | ARMv8-A          | Typhoon               | 2 vagy 3 mag, ARM / Thumb / Thumb-2 / DSP (digitális jelprocesszor) / SIMD / VFPv4 FPU / NEON / TrustZone / AArch64 | L1: 64 KiB / 64 KiB, L2: 1 MiB vagy 2 MiB osztott SLC: 4 MiB                                                                    | 1,4 vagy 1,5 GHz                |
| Ax (Apple)                   | ARMv8-A          | Twister               | 2 mag, ARM / Thumb / Thumb-2 / DSP (digitális jelprocesszor) / SIMD / VFPv4 FPU / NEON / TrustZone / AArch64 | L1: 64 KiB / 64 KiB, L2: 2 MiB osztott SLC: 4 MiB vagy 0 MiB                                                                    | 1,85 vagy 2,26 GHz              |
| Ax (Apple)                   | ARMv8-A          | Hurricane és Zephyr   | Hurricane: 2 vagy 3 mag, AArch64, sorrenden kívüli, szuperskalár, 6 széles dekódolás, 6 kibocsátású, 9 széles Zephyr: 2 vagy 3 mag, AArch64, sorrenden kívüli, szuperskalár.                                                                        | L1: 64 KiB / 64 KiB, L2: 3 MiB vagy 8 MiB osztott L1: 32 KiB / 32 KiB. L2: nincs SLC: 4 MiB vagy 0 MiB                          | 2,34 vagy 2,38 GHz 1,05 GHz     |
| Ax (Apple)                   | ARMv8.2-A        | Monsoon és Mistral    | Monsoon: 2 mag, AArch64, sorrenden kívüli, szuperskalár, 7 széles dekódolás, ?-utasítás-kibocsátás, 11 széles Mistral: 4 mag, AArch64, sorrenden kívüli, szuperskalár. Swift alapú.                                                                 | L1I: 128 KiB, L1D: 64 KiB, L2: 8 MiB osztott L1: 32 KiB / 32 KiB, L2: 1 MiB osztott SLC: 4 MiB                                  | 2,39 GHz 1,70 GHz               |
| Ax (Apple)                   | ARMv8.3-A        | Vortex és Tempest     | Vortex: 2 vagy 4 mag, AArch64, sorrenden kívüli, szuperskalár, 7 széles dekódolás, ?-utasítás-kibocsátás, 11 széles Tempest: 4 mag, AArch64, sorrenden kívüli, szuperskalár, 3 széles dekódolás. Swift alapú.                                       | L1: 128 KiB / 128 KiB, L2: 8 MiB osztott L1: 32 KiB / 32 KiB, L2: 2 MiB osztott SLC: 8 MiB                                      | 2,49 GHz 1,59 GHz               |
| Ax (Apple)                   | ARMv8.4-A        | Lightning és Thunder  | villám: 2 mag, AArch64, sorrenden kívüli, szuperskalár, 7 széles dekódolás, ?-utasítás-kibocsátás, 11 széles Thunder: 4 mag, AArch64, sorrenden kívüli, szuperskalár.                                                                               | L1: 128 KiB / 128 KiB, L2: 8 MiB osztott L1: 32 KiB / 48 KiB, L2: 4 MiB osztott SLC: 16 MiB                                     | 2,66 GHz 1,73 GHz               |
| Ax (Apple)                   | ARMv8.5-A        | Firestorm és Icestorm | Firestorm: 2 mag, AArch64, sorrenden kívüli, szuperskalár, 8 széles dekódolás, ?-utasítás-kibocsátás, 14 széles Icestorm: 4 mag, AArch64, sorrenden kívüli, szuperskalár, 4 széles dekódolás, ?-utasítás-kibocsátás, 7 széles.                      | L1: 192 KiB / 128 KiB, L2: 8 MiB osztott L1: 128 KiB / 64 KiB, L2: 4 MiB osztott SLC: 16 MiB                                    | 3,0 GHz 1,82 GHz                |
| Ax (Apple)                   | ARMv8.5-A        | Avalanche és Blizzard | Avalanche: 2 mag, AArch64, sorrenden kívüli, szuperskalár, 8 széles dekódolás, ?-utasítás-kibocsátás, 14 széles Blizzard: 4 mag, AArch64, sorrenden kívüli, szuperskalár, 4 széles dekódolás, ?-utasítás-kibocsátás, 8 széles.                      | L1: 192 KiB / 128 KiB, L2: 12 MiB osztott L1: 128 KiB / 64 KiB, L2: 4 MiB osztott SLC: 32 MiB                                   | 2,93 vagy 3,23 GHz 2,02 GHz     |
| Ax (Apple)                   | ARMv8.5-A        | Everest és Sawtooth   | Everest: 2 mag, AArch64, sorrenden kívüli, szuperskalár, 8 széles dekódolás, ?-utasítás-kibocsátás, 14 széles Sawtooth: 4 mag, AArch64, sorrenden kívüli, szuperskalár, 4 széles dekódolás, ?-utasítás-kibocsátás, 8 széles.                        | L1: 192 KiB / 128 KiB, L2: 16 MiB osztott L1: 128 KiB / 64 KiB, L2: 4 MiB osztott SLC: 24 MiB                                   | 3,46 GHz 2,02 GHz               |
| Mx (Apple)                   | ARMv8.5-A        | Firestorm és Icestorm | Firestorm: 4, 6, 8 vagy 16 mag, AArch64, sorrenden kívüli, szuperskalár, 8 széles dekódolás, ?-utasítás-kibocsátás, 14 széles Icestorm: 2 vagy 4 mag, AArch64, sorrenden kívüli, szuperskalár, 4 széles dekódolás, ?-utasítás-kibocsátás, 7 széles. | L1: 192 KiB / 128 KiB, L2: 12, 24 vagy 48 MiB osztott L1: 128 KiB / 64 KiB, L2: 4 vagy 8 MiB osztott SLC: 8, 24, 48 vagy 96 MiB | 3,2-3,23 GHz 2,06 GHz           |
| Mx (Apple)                   | ARMv8.5-A        | Avalanche és Blizzard | Avalanche: 4, 6 vagy 8 mag, AArch64, sorrenden kívüli, szuperskalár, 8 széles dekódolás, ?-utasítás-kibocsátás, 14 széles Blizzard: 4 mag, AArch64, sorrenden kívüli, szuperskalár, 4 széles dekódolás, ?-utasítás-kibocsátás, 8 széles.            | L1: 192 KiB / 128 KiB, L2: 16 vagy 32 MiB osztott L1: 128 KiB / 64 KiB, L2: 4 MiB osztott SLC: 8, 24 vagy 48 MiB                | 3,49 GHz 2,42 GHz               |
| X-Gene (Applied Micro)       | ARMv8-A          | X-Gene                | 64 bites, négyszeres utasítás-kibocsátás, SMP, 64 mag | gyorsítótár, MMU, virtualizáció                                                                                                 | 3 GHz (4,2 DMIPS/MHz magonként) |
| Denver (Nvidia)              | ARMv8-A          | Denver                | 2 mag, AArch64, 7 széles szuperskalár, sorrendi, dinamikus kódoptimalizáció, 128 MiB optimalizáló gyorsítótár, Denver1: 28 nm, Denver2: 16 nm | 128 KiB utasítás-gyorsítótár (I-cache) / 64 KiB adat-gyorsítótár (D-cache)                                                      | Legfeljebb 2,5 GHz              |
| Carmel (Nvidia)              | ARMv8.2-A        | Carmel                | 2 mag, AArch64, 10 széles szuperskalár, sorrendi, dinamikus kódoptimalizáció, ? MiB optimalizáló gyorsítótár, funkcionális biztonság, kettős végrehajtás, paritás & ECC                                                                             | ? KiB utasítás-gyorsítótár (I-cache) / ? KiB adat-gyorsítótár (D-cache)                                                         | Legfeljebb ? GHz                |
| ThunderX (Cavium)            | ARMv8-A          | ThunderX              | 64 bites, két modellel 8–16 vagy 24–48 maggal (×2 két csippel) | ? | Legfeljebb 2,2 GHz              |
| K12 (AMD)                    | ARMv8-A          | K12                   | ? | ? | ?                               |
| Exynos (Samsung)             | ARMv8-A          | M1 („Mongoose”)       | 4 mag, AArch64, 4 széles, négyszeres-utasítás-kibocsátás, szuperskalár, sorrenden kívüli | 64 KiB utasítás-gyorsítótár (I-cache) / 32 KiB adat-gyorsítótár (D-cache), L2: 16 utas osztott 2 MiB                            | 5,1 DMIPS/MHz (2,6 GHz)         |
| Exynos (Samsung)             | ARMv8-A          | M2 („Mongoose”)       | 4 mag, AArch64, 4 széles, négyszeres-utasítás-kibocsátás, szuperskalár, sorrenden kívüli | 64 KiB utasítás-gyorsítótár (I-cache) / 32 KiB adat-gyorsítótár (D-cache), L2: 16 utas osztott 2 MiB                            | 2,3 GHz                         |
| Exynos (Samsung)             | ARMv8-A          | M3 („Meerkat”)        | 4 mag, AArch64, 6 széles dekódolás, 6 kibocsátású, 6 széles szuperskalár, sorrenden kívüli | 64 KiB utasítás-gyorsítótár (I-cache) / 64 KiB adat-gyorsítótár (D-cache), L2: 8 utas saját 512 KiB, L3: 16 utas osztott 4 MiB  | 2,7 GHz                         |
| Exynos (Samsung)             | ARMv8.2-A        | M4 („Cheetah”)        | 2 mag, AArch64, 6 széles dekódolás, 6 kibocsátású, 6 széles szuperskalár, sorrenden kívüli | 64 KiB utasítás-gyorsítótár (I-cache) / 64 KiB adat-gyorsítótár (D-cache), L2: 8 utas saját 1 MiB, L3: 16 utas osztott 3 MiB    | 2,73 GHz                        |
| Exynos (Samsung)             | ARMv8.2-A        | M5 („Lion”)           | 2 mag, AArch64, 6 széles dekódolás, 6 kibocsátású, 6 széles szuperskalár, sorrenden kívüli | 64 KiB utasítás-gyorsítótár (I-cache) / 64 KiB adat-gyorsítótár (D-cache), L2: 8 utas osztott 2 MiB, L3: 12 utas osztott 3 MiB  | 2,73 GHz                        |

## Idővonal
Az alábbi táblázat az egyes magokat sorolja fel a bejelentés éve szerint.
| Év   | Klasszikus magok | Klasszikus magok        | Klasszikus magok | Klasszikus magok          | Klasszikus magok  | Klasszikus magok              | Cortex magok             | Cortex magok                  | Cortex magok                  | Cortex magok                         | Neoverse magok          |
| Év   | ARM1-6           | ARM7                    | ARM8             | ARM9                      | ARM10             | ARM11                         | Mikrovezérlő             | Valós idejű                   | Alkalmazásprocesszor (32-bit) | Alkalmazásprocesszor (64-bit)        | Alkalmazás (64-bit)     |
| ---- | ---------------- | ----------------------- | ---------------- | ------------------------- | ----------------- | ----------------------------- | ------------------------ | ----------------------------- | ----------------------------- | ------------------------------------ | ----------------------- |
| 1985 | ARM1             |                         |                  |                           |                   |                               |                          |                               |                               |                                      |                         |
| 1986 | ARM2             |                         |                  |                           |                   |                               |                          |                               |                               |                                      |                         |
| 1989 | ARM3             |                         |                  |                           |                   |                               |                          |                               |                               |                                      |                         |
| 1992 | ARM250           |                         |                  |                           |                   |                               |                          |                               |                               |                                      |                         |
| 1993 | ARM60 ARM610     | ARM700                  |                  |                           |                   |                               |                          |                               |                               |                                      |                         |
| 1994 |                  | ARM710 ARM7DI ARM7TDMI  |                  |                           |                   |                               |                          |                               |                               |                                      |                         |
| 1995 |                  | ARM710a                 |                  |                           |                   |                               |                          |                               |                               |                                      |                         |
| 1996 |                  |                         | ARM810           |                           |                   |                               |                          |                               |                               |                                      |                         |
| 1997 |                  | ARM710T ARM720T ARM740T |                  |                           |                   |                               |                          |                               |                               |                                      |                         |
| 1998 |                  |                         |                  | ARM9TDMI ARM940T          |                   |                               |                          |                               |                               |                                      |                         |
| 1999 |                  |                         |                  | ARM9E-S ARM966E-S         |                   |                               |                          |                               |                               |                                      |                         |
| 2000 |                  |                         |                  | ARM920T ARM922T ARM946E-S | ARM1020T          |                               |                          |                               |                               |                                      |                         |
| 2001 |                  | ARM7TDMI-S ARM7EJ-S     |                  | ARM9EJ-S ARM926EJ-S       | ARM1020E ARM1022E |                               |                          |                               |                               |                                      |                         |
| 2002 |                  |                         |                  |                           | ARM1026EJ-S       | ARM1136J(F)-S                 |                          |                               |                               |                                      |                         |
| 2003 |                  |                         |                  | ARM968E-S                 |                   | ARM1156T2(F)-S ARM1176JZ(F)-S |                          |                               |                               |                                      |                         |
| 2004 |                  |                         |                  |                           |                   |                               | Cortex-M3                |                               |                               |                                      |                         |
| 2005 |                  |                         |                  |                           |                   | ARM11MPCore                   |                          |                               | Cortex-A8                     |                                      |                         |
| 2006 |                  |                         |                  | ARM996HS                  |                   |                               |                          |                               |                               |                                      |                         |
| 2007 |                  |                         |                  |                           |                   |                               | Cortex-M1                |                               | Cortex-A9                     |                                      |                         |
| 2008 |                  |                         |                  |                           |                   |                               |                          |                               |                               |                                      |                         |
| 2009 |                  |                         |                  |                           |                   |                               | Cortex-M0                |                               | Cortex-A5                     |                                      |                         |
| 2010 |                  |                         |                  |                           |                   |                               | Cortex-M4(F)             |                               | Cortex-A15                    |                                      |                         |
| 2011 |                  |                         |                  |                           |                   |                               |                          | Cortex-R4 Cortex-R5 Cortex-R7 | Cortex-A7                     |                                      |                         |
| 2012 |                  |                         |                  |                           |                   |                               | Cortex-M0+               |                               |                               | Cortex-A53 Cortex-A57                |                         |
| 2013 |                  |                         |                  |                           |                   |                               |                          |                               | Cortex-A12                    |                                      |                         |
| 2014 |                  |                         |                  |                           |                   |                               | Cortex-M7(F)             |                               | Cortex-A17                    |                                      |                         |
| 2015 |                  |                         |                  |                           |                   |                               |                          |                               |                               | Cortex-A35 Cortex-A72                |                         |
| 2016 |                  |                         |                  |                           |                   |                               | Cortex-M23 Cortex-M33(F) | Cortex-R8 Cortex-R52          | Cortex-A32                    | Cortex-A73                           |                         |
| 2017 |                  |                         |                  |                           |                   |                               |                          |                               |                               | Cortex-A55 Cortex-A75                |                         |
| 2018 |                  |                         |                  |                           |                   |                               | Cortex-M35P(F)           |                               |                               | Cortex-A65AE Cortex-A76 Cortex-A76AE |                         |
| 2019 |                  |                         |                  |                           |                   |                               |                          |                               |                               | Cortex-A77                           | Neoverse E1 Neoverse N1 |
| 2020 |                  |                         |                  |                           |                   |                               | Cortex-M55(F)            | Cortex-R82                    |                               | Cortex-A78 Cortex-X1                 | Neoverse V1             |
| 2021 |                  |                         |                  |                           |                   |                               |                          |                               |                               | Cortex-A510 Cortex-A710 Cortex-X2    | Neoverse N2             |
| 2022 |                  |                         |                  |                           |                   |                               | Cortex-M85(F)            |                               |                               | Cortex-A715 Cortex-X3                |                         |
| 2023 |                  |                         |                  |                           |                   |                               |                          |                               |                               | Cortex-A520 Cortex-A720 Cortex-X4    |                         |

## Fordítás
Ez a szócikk részben vagy egészben  a   List of ARM processors című angol Wikipédia-szócikk ezen változatának fordításán alapul.  Az eredeti cikk szerkesztőit annak laptörténete sorolja fel. Ez a jelzés csupán a megfogalmazás eredetét és a szerzői jogokat jelzi, nem szolgál a cikkben szereplő információk forrásmegjelöléseként.